# 順義軍節度使
順義軍節度使，五代初李茂貞設置的節度使，後唐時廢。

## 轄域
順義軍治所在耀州（今陝西省耀縣），下轄耀州（一度改稱崇州）、裕州（舊稱鼎州）。
- 耀州（915-923年稱崇州），首府
  - 轄縣：華原縣（郭縣）、富平縣（舊屬大安府）、三原縣（舊屬大安府）、雲陽縣（舊屬大安府）
- 裕州（911年置，稱鼎州，915年更名，923年廢州）
  - 轄縣：美原縣（郭縣）

## 年表
岐王天祐八年（911年），李茂貞置義勝軍節度使，以京兆府華原縣、美原縣置耀州、鼎州，屬義勝軍。
後梁貞明元年（915年），義勝軍降後梁，改稱靜勝軍節度使，耀州、鼎州改稱崇州、裕州。
後唐同光元年（923年），改靜勝軍為順義軍節度使。崇州復稱耀州。廢裕州為美原縣，別屬大安府。
同光三年（925年），廢順義軍號，耀州降為團練州，直屬中央。

## 歷代節度使
- 義勝軍
  - 李彥韜（911-914）
- 靜勝軍
  - 溫昭圖（915-920）
- 順義軍
  - 华温琪（923）
  - 李令錫（923-924）